# Терноватый Кут
Терноватый Кут (укр. Тернуватий Кут) — село, Криворожский городской совет, Днепропетровская область, Украина.
Код КОАТУУ — 1211090009. Население по переписи 2001 года составляло 112 человек.

## Географическое положение
Село Терноватый Кут находится на левом берегу реки Саксагань, выше по течению на расстоянии в 1 км расположен посёлок Коломийцево, ниже, на расстоянии в 0,5 км, расположено село Новоивановка, на противоположном берегу — город Кривой Рог. Рядом проходят автомобильная дорога Т-0434 и железная дорога, станция Саксагань в 3,5 км.

## Экономика
- Коломоевский гранитный карьер.